# Il pugnale cinese
Il pugnale cinese (The Kennel Murder Case) è un film del 1933, tratto dal romanzo La tragedia in casa Coe e diretto da Michael Curtiz. Uno dei numerosi film che hanno portato sullo schermo il personaggio di Philo Vance, protagonista di dodici romanzi gialli scritti da S. S. Van Dine. L'attore William Powell interpretò sei film nel ruolo dell'investigatore dandy.

## Produzione
Il film fu prodotto dalla Warner Bros. Pictures e dalla Vitaphone Corporation.

## Distribuzione
Il film, distribuito dalla Warner Bros. Pictures, uscì nelle sale statunitensi il 28 ottobre 1933.

### Date di uscita
- USA	28 ottobre 1933
- Danimarca	15 maggio 1935

Alias
- The Kennel Murder Case	USA (titolo originale)
- Il pugnale cinese	Italia
- Kinesiska rummets hemlighet	Svezia
- Le Mystère de la chambre close	Francia
- Matando en la sombra	Spagna
- Meurtre au chenil	Francia
- Murhien murha	Finlandia
- Mysteriet i kennel-klubben	Danimarca
- Omicidio insoluto	Italia
- To triploun ainigma	Grecia